# ريمة (ناطع)

تعديل مصدري - تعديل

ريمة هي إحدى قرى عزلة ريمة بمديرية ناطع التابعة لمحافظة البيضاء، بلغ تعداد سكانها 364 نسمة حسب تعداد اليمن لعام 2004.